# Rheinbrücke Rees-Kalkar
Die Rheinbrücke Rees-Kalkar überspannt am Niederrhein bei Stromkilometer 838,65 westlich von Rees als Teil der Bundesstraße 67 den Rhein und rechtsrheinisch die Kreisstraße 3 von Rees nach Reeserward. Die Straßenbrücke ist im Strombereich eine zweihüftige Schrägseilbrücke.
Der Brückenzug ist insgesamt 982,5 m lang, hat zwei Fahrstreifen sowie beidseitig Gehwege mit Verbindung zum Rheinuferweg. Die Rampenneigungen betragen 1,04 %. Errichtet wurde das Bauwerk zwischen den Jahren 1965 und 1967. Es wurde am 20. Dezember 1967 dem Verkehr übergeben. Die Brücke kostete 23 Millionen DM.

## Entwurf
Das Bauwerk überspannt den Rhein sowie das zwischen den  Hochwasserdämmen liegende Vorland. Im Strombereich war eine Stromöffnung von mindestens 255 m Breite sowie eine lichte Höhe von 9,1 m beim höchsten schiffbaren Wasserstand freizuhalten. Unter diesen Randbedingungen wurde als Brückenkonstruktion über dem Rhein eine Schrägseilbrücke mit vier stabförmigen Pylonen gewählt. Die Planung erstellte Hellmut Homberg.

## Konstruktion

### Überbauten

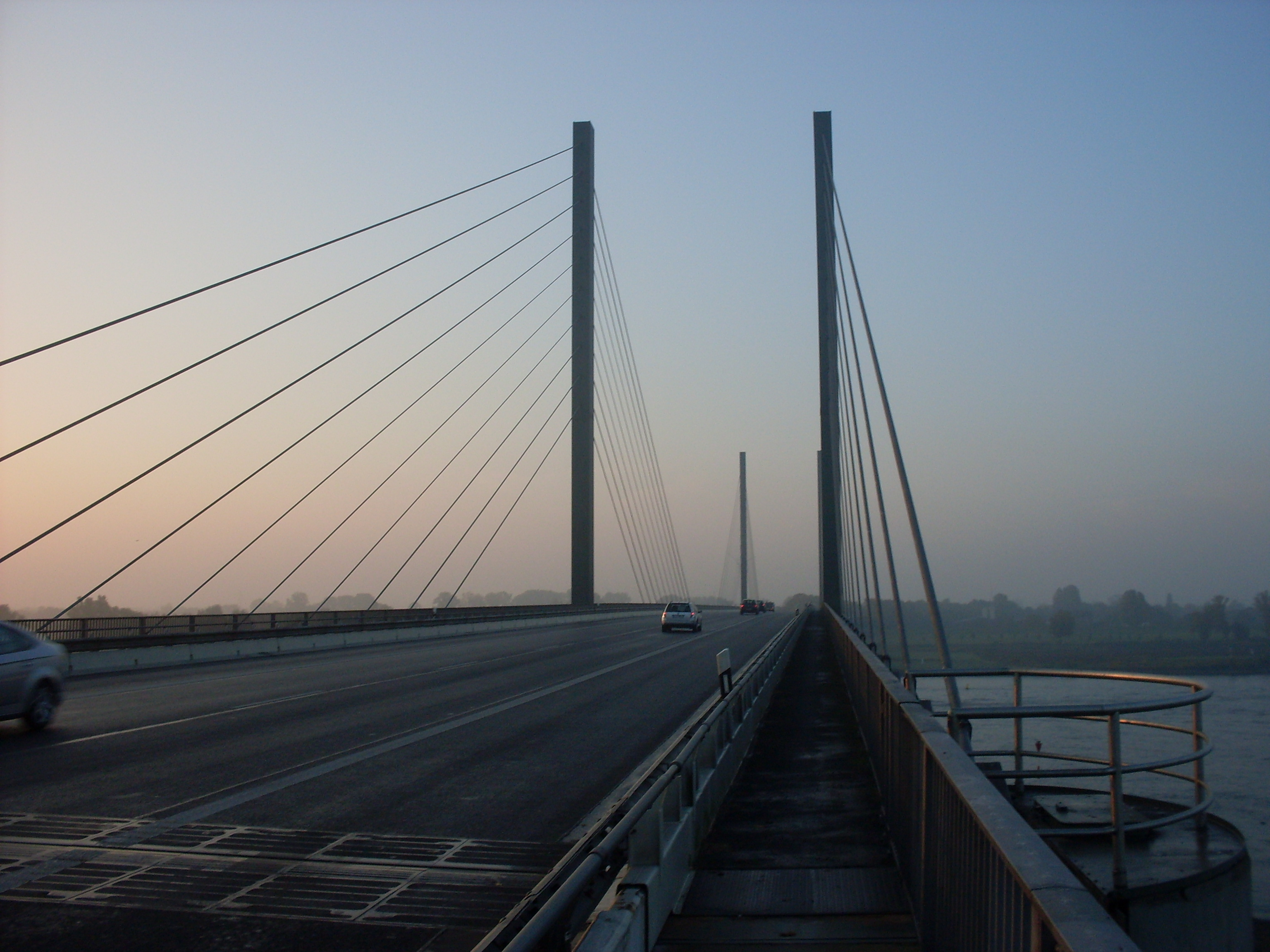
Das Brückendeck

Der Brückenzug hat an beiden Ufern Vorlandbrücken, linksrheinisch mit vier Öffnungen und 237,5 m Länge, rechtsrheinisch mit fünf Feldern und 282,0 m Länge. Es sind in Längsrichtung jeweils Durchlaufträger, als Stahlverbundkonstruktion ausgebildet. In Querrichtung sind zweistegige Plattenbalken mit 3,5 m Konstruktionshöhe vorhanden. Die stählernen Hauptträger haben einen Abstand von 10,0 m. Die in Querrichtung vorgespannte Stahlbetonplatte hat über den Hauptträgern eine maximale Dicke von 50 cm.
Die 463 m lange Schrägseilbrücke besitzt einen stählernen Überbau mit Stützweiten von 104 m in den beiden Randfeldern und 255 m in der Hauptöffnung. In Querrichtung ist ein 19,3 m breiter Plattenbalkenschnitt mit einer orthotropen Fahrbahnplatte vorhanden. Die Hauptträger haben eine Konstruktionshöhe von 3,5 m und sind mit einem Abstand von 18,8 m außen liegend angeordnet. Querträger im Abstand von 3,215 m verbinden die Hauptträger und tragen die Fahrbahnplatte.
Je Brückenseite stehen zwei Pylonstiele in einem Abstand von 20,28 m neben der Fahrbahntafel. Sie besitzen stählerne Kastenquerschnitte mit Abmessungen von 1,5 m Breite und 2,24 m Länge. Ihre Höhe beträgt ab Oberkante Strompfeiler 46,15 m. In den Pylonen sind jeweils auf zwei Seiten zehn Einzelseile in einem Abstand von 2,47 m verankert. Die harfenförmig verlaufenden Seile haben Durchmesser von 50 bis 98 mm. Sie besitzen eine Neigung von 1:2,5 und sind seitlich in die Hauptträger in einem Abstand von 6,43 m verankert.

### Unterbauten und Gründung
Zwei Pylonstiele stehen jeweils auf einem 21,61 m hohen, 24,3 m breiten und 4,3 m dicken Strompfeiler, der als Pfeilerscheibe aus Stahlbeton ausgebildet ist. Dieser hat einen maximal 5,0 m dicken massiven Senkkasten als Gründung. Die Gründungsebene liegt 7,0 m unter der Rheinsohle.
Die Pfeiler der Vorlandbrücken sind auf Ortbetonrammpfählen mit 50 cm Durchmesser und maximal 19 m Länge gegründet. Die Widerlager besitzen eine Flachgründung.

### Bauausführung
Die Strombrücke wurde zuerst in den Seitenfeldern mit Hilfsstützen montiert. Anschließend folgte im abgespannten Freivorbau die Montage des Stromfeldes.
Zum Bau der Vorlandbrücken wurden in jedem Feld zwei Hilfsstützen eingebaut. Beim Ausbau der Hilfsstützen an der rechtsrheinischen Vorlandbrücke rutschten am 24. November 1966 die Lagerrollen auf einem Pfeiler ab, was zu einem Absturz eines 95 m langen Überbauabschnittes führte. Menschen wurden dabei nicht verletzt, allerdings verzögerte die Wiederherstellung des beschädigten Brückenabschnittes die Fertigstellung des Bauwerkes um ein halbes Jahr.